# Joannie Rochette

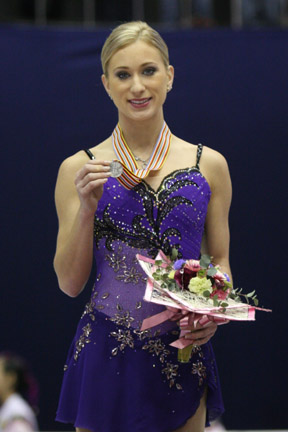
Joannie Rochette (2008)

Joannie Rochette (Montreal, 13 januari 1986) is een Canadees voormalig kunstschaatsster. Rochette won in 2010 de bronzen medaille bij de Olympische Winterspelen in Vancouver. Ze was zesvoudig Canadees kampioene en veroverde ook zilver bij de WK 2009. Rochette vertegenwoordigde haar vaderland op twee edities van de Olympische Winterspelen: Turijn 2006 en Vancouver 2010.

## Biografie
Rochette begon op tweejarige leeftijd met schaatsen, nadat haar moeder haar meenam naar de ijsbaan. Ze won in 2000 en 2001 de nationale titel bij, achtereenvolgens, de novice en de junioren. Bij haar eerste deelname aan de Canadese kampioenschappen voor senioren veroverde ze de bronzen medaille. In 2005 won ze eveneens brons bij haar eerste Grand Prix-finale. Rochette beleefde echter haar grootste successen tegen het einde van haar sportieve carrière. Van 2005 tot en met 2010 was ze de Canadese nationaal kampioene. Ze won drie medailles bij het Viercontinentenkampioenschap (brons in 2007 en zilver in 2008 en 2009) en één bij de WK (zilver in 2009).
Na een vijfde plaats op de Olympische Winterspelen in Turijn mocht Rochette vier jaar daarna haar vaderland ook vertegenwoordigen op de Olympische Winterspelen in Vancouver. Terwijl ze oefende voor haar korte kür, kreeg ze tragisch nieuws te horen: haar moeder was kort na aankomst in Vancouver overleden. Rochette besloot te blijven en veroverde enkele dagen later de bronzen medaille bij de vrouwen. Haar optreden tijdens het gala, op 27 februari 2010, werd een ode aan haar moeder. Vanwege haar doorzettingsvermogen kreeg ze, gelijktijdig met Petra Majdič, de Terry Fox Award uitgereikt. Rochette mocht ook de Canadese vlag dragen bij de sluitingsceremonie van de Olympische Spelen. Ze nam daarentegen niet deel aan de WK 2010 en beëindigde later definitief haar sportieve carrière.

## Belangrijke resultaten
| Kampioenschap                | 98/99   | 99/00 | 00/01 | 01/02 | 02/03         | 03/04         | 04/05         | 05/06         | 06/07         | 07/08         | 08/09         | 09/10         |
| ---------------------------- | ------- | ----- | ----- | ----- | ------------- | ------------- | ------------- | ------------- | ------------- | ------------- | ------------- | ------------- |
| Olympische Spelen            |         |       |       |       |               |               |               | 5e            |               |               |               | Brons         |
| Wereldkampioenschap          |         |       |       |       | 17e           | 8e            | 11e           | 7e            | 10e           | 5e            | Zilver        |               |
| Viercontinentenkampioenschap |         |       |       | 9e    | 8e            | 4e            |               |               | Brons         | Zilver        | Zilver        |               |
| Grand Prix-finale            |         |       |       |       |               |               | Brons         |               |               |               | 4e            | 5e            |
| Nationaal kampioenschap      |         |       |       | Brons | Zilver        | Zilver        | Goud          | Goud          | Goud          | Goud          | Goud          | Goud          |
| WK junioren                  |         |       | 8e    | 5e    | geen deelname | geen deelname | geen deelname | geen deelname | geen deelname | geen deelname | geen deelname | geen deelname |
| NK junioren                  | 15e (*) | (*)   | Goud  |       | geen deelname | geen deelname | geen deelname | geen deelname | geen deelname | geen deelname | geen deelname | geen deelname |

(*) bij de novice

## Persoonlijke records
Behaald tijdens ISU wedstrijden. 
|                     | punten | datum      | toernooi |
| ------------------- | ------ | ---------- | -------- |
| Hoogste totaalscore | 202.64 | 25-02-2010 | OS       |
| Hoogste korte kür   | 071.36 | 23-02-2010 | OS       |
| Hoogste lange kür   | 131.28 | 25-02-2010 | OS       |

- International Standard Name Identifier: 0000 0001 1517 3367
- Library of Congress Control Number: no2011029156
- Virtual International Authority File: 167890795
- WorldCat: E39PBJgCH6mFCVBW9M8fJCJqwC